# 아핀 공간
기하학에서 아핀 공간(affine空間, 영어: affine space)은 유클리드 공간의 아핀 기하학적 성질들을 일반화해서 만들어지는 구조이다. 아핀 공간에서는 점에서 점을 빼서 벡터를 얻거나 점에 벡터를 더해 다른 점을 얻을 수는 있지만 원점이 없으므로 점과 점을 더할 수는 없다.

## 정의
아핀 공간은 벡터 공간의 주동차 공간이다. 즉, 벡터 공간이 정추이적으로 작용하는 집합이다. (벡터 공간은 벡터 덧셈에 대하여 아벨 군을 이루므로, 이는 충실한 추이적 작용과 동치이다.) 즉, 체 {\displaystyle K} 위의 아핀 공간 {\displaystyle (A,V(A),+)}는 다음과 같은 데이터로 구성된 대수 구조이다.
- 집합 {\displaystyle A}
- {\displaystyle K} 위의 벡터 공간 {\displaystyle V(A)}. 그 원소를 평행 이동이라고 한다.
- {\displaystyle A} 위의 {\displaystyle V(A)}의 정추이적 작용 {\displaystyle +\colon A\times V(A)\to A}. 즉, 이는 다음 조건들을 만족시키는 함수이다.
  - 임의의 {\displaystyle a\in A}에 대하여, {\displaystyle a+0_{V(A)}=a}. 여기서 {\displaystyle 0_{V(A)}\in V(A)}는 영벡터이다.
  - 임의의 {\displaystyle a\in A} 및 {\displaystyle u,v\in V(A)}에 대하여, {\displaystyle (a+u)+v=a+(u+v)}
  - 임의의 {\displaystyle a,b\in A}에 대하여, {\displaystyle a+v=b}를 만족시키는 유일한 {\displaystyle v\in V(A)}가 존재한다.

다음과 같은 정의는 이와 동치이다. 체 {\displaystyle K} 위의 아핀 공간 {\displaystyle (A,V(A),-)}는 다음과 같은 데이터로 구성된 대수 구조이다.
- 집합 {\displaystyle A}
- {\displaystyle K} 위의 벡터 공간 {\displaystyle V(A)}
- 함수 {\displaystyle -\colon A\times A\to V(A)}. 또한 이는 다음 조건들을 만족시킨다.
  - 임의의 {\displaystyle a\in A}에 대하여, {\displaystyle A\to V(A)}, {\displaystyle b\mapsto b-a}는 전단사 함수이다.
  - (샬 관계, 영어: Chasles' relation) 임의의 {\displaystyle a,b,c\in A}에 대하여, {\displaystyle (a-b)+(b-c)=a-c}

두 정의 사이의 관계는 다음과 같다.
{\displaystyle a+(b-a)=b\qquad (a,b\in A)}
즉, 두 점의 차는 빼는 점을 빼지는 점으로 옮기는 평행 이동과 같다.
아핀 공간 {\displaystyle A}의 차원(次元, 영어: dimension)은 평행 이동의 벡터 공간 {\displaystyle V(A)}의 차원이다. 1차원 아핀 공간을 아핀 직선(affine直線, 영어: affine line)이라고 하며, 2차원 아핀 공간을 아핀 평면(affine平面, 영어: affine plane)이라고 한다.

## 같이 보기
- 사영 공간
- 환의 스펙트럼
- 아핀 대수다양체

## 참고 문헌
- Audin, Michèle (2003). 《Geometry》. Universitext (영어). Berlin, Heidelberg: Springer. doi:10.1007/978-3-642-56127-6. ISBN 978-3-540-43498-6. ISSN 0172-5939.
- Berger, Marcel (1987). 《Geometry I》. Universitext (영어). 번역 Cole, Michael; Levy, Silvio. Berlin, Heidelberg: Springer. doi:10.1007/978-3-540-93815-6. ISBN 978-3-540-11658-5. ISSN 0172-5939.
- Gallier, Jean (2011). 《Geometric methods and applications》. Texts in Applied Mathematics (영어) 38 2판. 뉴욕: Springer. doi:10.1007/978-1-4419-9961-0. ISBN 978-1-4419-9960-3. ISSN 0939-2475. LCCN 2011929342.